# British Institute for the Study of Iraq (Gertrude Bell Memorial)
Het British Institute for the Study of Iraq (Gertrude Bell Memorial) (voorheen British Institute for the Study of Iraq (BISI) en British School of Archaeology in Iraq (BSAI)) is een Engelse organisatie die zich bezighoudt met de studie van Irak en omringende landen. De organisatie werd opgericht in 1932 ter ere van het leven en werk van Gertrude Bell, de stichtster van het Nationaal Museum van Irak. De organisatie geeft het wetenschappelijke archeologische tijdschrift Iraq uit. Het BISI heeft opgravingen uitgevoerd in onder andere Abu Salabikh, Balawat, Jemdet Nasr, Nimrud, Tell al-Rimah en Tell Taya in Irak, en Chagar Bazar en Tell Brak in Syrië. Onder de voormalige directeuren van het BISI bevinden zich vooraanstaande archeologen zoals Max Mallowan, Diana Helbaek en Nicholas Postgate.